# 현대L&C
현대L&C(현대엘앤씨, Hyundai L&C)는 2014년 7월 한화첨단소재(현 한화솔루션)의 건자재 분야가 분리되었으며 2018년 12월 현대백화점그룹으로 편입되었다. 현대L&C의 사명에는 새로운 생활문화공간을 창조하는 기업이라는 ‘Living & Culture’의 뜻과 함께 끊임없는 도전과 변화를 주도해 새로운 기업문화를 창조한다는 ‘Leading & Challenging’의 의미가 함께 내포되어 있다.
현대L&C는 1965년 8월 창립 이래, 반세기 넘게 쌓아온 기술력을 바탕으로 국내를 넘어 세계 각지의 파트너사와 협력 관계를 구축하며 "글로벌 종합 건자재 전문기업"으로 자리매김하고 있다.
고품격 공간을 연출하는 인테리어스톤, 단열과 에너지 효율을 극대화한 창호에서부터 고객의 건강을 최우선으로 생각하는 바닥재, 벽지에 이르기까지 소비자의 니즈에 맞는 고품질 건축자재를 지속적으로 개발하고 있으며
친환경 제조기술을 기반으로 업계 최초로 환경부 실내인증을 획득한 친환경 인테리어 필름과 가구·가전용 고광택 데코필름, 일반가구 표면재용, 철판·선박용 데코필름 등의 다양한 데코마감재를 생산하고 있다.
또한, 캐나다와 미국, 유럽, 중국, 인도 등 세계 각지에 법인을 설립하여 글로벌 네트워크를 꾸준히 강화하고 있으며 글로벌 시장 공략에도 박차를 가하고 있다.

## 연혁
- 1965년 8월 한국화성공업 설립
- 1966년 11월 충북 부강 PVC 공장 준공 (대한프라스틱)
- 1972년 12월 한국프라스틱공업(주) 설립 (PVC 5개사 통합)
- 1988년 5월 한양화학, 한국프라스틱공업(주) 합병
- 1994년 10월 한화종합화학(주)로 사명 변경
- 1999년 7월 한화종합화학 / 한화석유화학 분리
- 2003년 3월 한화종화(북경) 설립
- 2005년 3월 Maxforma Plastics LLC.
- 2005년 7월 한화종화(상해) 설립
- 2007년 10월 한화L&C로 사명 변경
- 2007년 11월 미국 아즈델사 인수 (자동차 경량화 부품 세계1위 업체)
- 2007년 12월 체코 자동차부품 생산법인 설립
- 2007년 12월 캐나다 칸스톤(엔지니어드 스톤) 생산법인 설립
- 2008년 6월 대림콩크리트 EP(엔지니어드스톤) 사업부문 인수
- 2009년 7월 캐나다 온타리오주 칸스톤(엔지니어드 스톤) 생산공장 준공
- 2009년 2월 상해 판매법인 설립
- 2009년 10월 체코 오스트라바 자동차부품 생산공장 준공
- 2013년 3월 미국 미시간 EPP 생산공장 준공
- 2014년 7월 한화첨단소재 건자재 부문이 분리되어 신규 법인 설립되었으며 한화그룹에서 분리 (MSPE: Morgan Stanley Private Equity에서 인수)
- 2015년 8월 유럽 판매법인 설립
- 2018년 12월 현대백화점그룹 계열사 및 현대홈쇼핑 자회사로 편입, 현대L&C로 사명 변경[1]
- 2020년 10월 인도 판매법인 설립

## 국내 사업장
- 본사: 서울특별시 서초구 반포대로 19 (주) 현대엘앤씨
- L-Tech 세종사업장: 세종특별자치시 부강면 부강금호로 37
- C-Tech 세종사업장: 세종특별자치시 부강면 금호안골길 79-20

## 같이 보기
- 현대백화점그룹
- 한화그룹
- 한양화학 (1965~1984년 기업)
- 사비선